# Gewichtheffen op de Gemenebestspelen 2014
Gewichtheffen is een van de sporten die beoefend werden op de Gemenebestspelen 2014 in Glasgow. Het gewichtheftoernooi vond plaats van 24 juli tot en met 2 augustus in het Clyde Auditorium.

## Medailles

### Mannen
| Onderdeel    | Goud | Goud               | Zilver | Zilver            | Brons | Brons            |
| ------------ | ---- | ------------------ | ------ | ----------------- | ----- | ---------------- |
| tot 56 kg    | IND  | Sukhen Dey         | MAS    | Zulhelmi Md Pisol | IND   | Ganesh Mali      |
| tot 62 kg    | CYP  | Dimitris Minasidis | SRI    | Sudesh Peiris     | SAM   | Vaipava Ioane    |
| tot 69 kg    | MAS  | Mohd Hafifi Mansor | NGR    | Yinka Ayenuwa     | IND   | Omkar Otari      |
| tot 77 kg    | IND  | Shatish Sivalingam | IND    | Katulu Ravi Kumar | AUS   | Francois Etoundi |
| tot 85 kg    | NZL  | Richie Patterson   | IND    | Vikas Thakur      | CAN   | Pascal Plamondon |
| tot 94 kg    | PNG  | Steven Kari        | AUS    | Simplice Ribouem  | IND   | Chandrakant Mali |
| tot 105 kg   | KIR  | David Katoatau     | NZL    | Stanislav Chalaev | ENG   | Benjamin Watson  |
| boven 105 kg | CAN  | George Kobaladze   | NRU    | Itte Detenamo     | AUS   | Damon Kelly      |

### Vrouwen
| Onderdeel   | Goud | Goud                        | Zilver | Zilver                | Brons | Brons                  |
| ----------- | ---- | --------------------------- | ------ | --------------------- | ----- | ---------------------- |
| tot 48 kg   | IND  | Sanjita Khumukchan          | IND    | Mirabai Chanu Saikhom | NGR   | Nkechi Opara           |
| tot 53 kg   | PNG  | Dika Toua                   | IND    | Santoshi Matsa        | IND   | Swati Singh            |
| tot 58 kg   | ENG  | Zoe Smith                   | NGR    | Ndidi Winifred        | WAL   | Michaela Breeze        |
| tot 63 kg   | NGR  | Olauwatoyin Adesanmi        | NGR    | Obioma Okoli          | IND   | Punam Yadav            |
| tot 69 kg   | CMR  | Marie Fegue                 | NGR    | Itohan Ebireguesele   | CAN   | Marie-Josée Arès-Pilon |
| tot 75 kg   | CAN  | Marie-Ève Beauchemin-Nadeau | SAM    | Mary Opeloge          | FIJ   | Apolonia Vaivai        |
| boven 75 kg | NGR  | Maryam Usman                | SAM    | Ele Opeloge           | NZL   | Tracey Lambrechts      |

### Onderdelen voor gehandicapten
| Onderdeel   | Goud   | Goud               | Zilver | Zilver          | Brons  | Brons                |
| Mannen      | Mannen | Mannen             | Mannen | Mannen          | Mannen | Mannen               |
| ----------- | ------ | ------------------ | ------ | --------------- | ------ | -------------------- |
| tot 72 kg   | NGR    | Paul Kehinde       | NGR    | Roland Ezuruike | ENG    | Ali Jawad            |
| boven 72 kg | NGR    | Abdulazeez Ibrahim | IND    | Rajinder Rahelu | MAS    | Jong Yee Khie        |
| Vrouwen     |        |                    |        |                 |        |                      |
| tot 61 kg   | NGR    | Esther Oyema       | ENG    | Nathalie Blake  | IND    | Sakina Khatun        |
| boven 61 kg | NGR    | Loveline Obiji     | NGR    | Bose Omolayo    | KEN    | Joyce Wambui Njuguna |

## Medaillespiegel
| Plaats | Land                | Goud | Zilver | Brons | Totaal |
| 1      | Nigeria             | 6    | 6      | 1     | 13     |
| 2      | India               | 3    | 5      | 6     | 14     |
| 3      | Papoea-Nieuw-Guinea | 2    | 0      | 0     | 2      |
| 4      | Canada              | 2    | 0      | 2     | 4      |
| 5      | Engeland            | 1    | 1      | 2     | 4      |
| 6      | Maleisië            | 1    | 1      | 1     | 3      |
| 6      | Nieuw-Zeeland       | 1    | 1      | 1     | 3      |
| 8      | Kameroen            | 1    | 0      | 0     | 1      |
| 8      | Cyprus              | 1    | 0      | 0     | 1      |
| 8      | Kiribati            | 1    | 0      | 0     | 1      |
| 11     | Samoa               | 0    | 2      | 1     | 3      |
| 12     | Australië           | 0    | 1      | 2     | 3      |
| 13     | Nauru               | 0    | 1      | 0     | 1      |
| 13     | Sri Lanka           | 0    | 1      | 0     | 1      |
| 15     | Fiji                | 0    | 0      | 1     | 1      |
| 15     | Wales               | 0    | 0      | 1     | 1      |
| 15     | Kenia               | 0    | 0      | 1     | 1      |
| Totaal | Totaal              | 19   | 19     | 19    | 57     |